# 19 -Road to AMAZING WORLD-
『19 -Road to AMAZING WORLD-』（ナインティーン ロード トゥ アメージング ワールド）は、EXILEの10枚目のオリジナルアルバム。2015年3月25日にrhythm zoneから発売。

## 概要
前作『EXILE JAPAN』から約3年3カ月ぶりのオリジナルアルバム。「2CD+2DVD(豪華盤)」「2CD+2Blu-ray(豪華盤)」「CD+DVD」「CD+Blu-ray」「CDのみ」の5形態で発売。豪華盤は三方背仕様で、それぞれの初回盤はスリーブ仕様となっている。
CDには、2012年6月発売の「ALL NIGHT LONG」からアルバム先行シングル「情熱の花」までのシングル曲と新曲3曲を含む全14曲を収録。豪華盤にのみ付属のCD『EXILE REMIX DISC』には、世界最先端DJによるEXILEサウンドのリミックス音源を収録。リミックスアルバムは2003年9月発売の『The other side of EX Vol.1』以来である。

## 収録曲

### CD
1. ALL NIGHT LONG
作詞：ATSUSHI / 作曲：SIRIUS, TESUNG Kim, ANDREW Choi
  - 39thシングル
2. BOW & ARROWS
作詞：michico / 作曲：T.Kura, michico / 編曲：T.Kura
  - 40thシングル
3. あの空の星のように…
作詞：ATSUSHI / 作曲：Arno Lucas, Jerome Dufour, Kenji Sano / 編曲：Yuta Nakano
  - 40thシングルカップリング
4. Bloom - EXILE ATSUSHI
作詞：小竹正人 / 作曲：ATSUSHI / 編曲：中野雄太
  - ベストアルバム『EXILE BEST HITS -LOVE SIDE-』収録曲
5. EXILE PRIDE 〜こんな世界を愛するため〜
作詞：ATSUSHI / 作曲：Sean “PHEKOO” Phekoo / 編曲：POCHI
  - 41stシングル
6. Flower Song
作詞：ATSUSHI / 作曲：Magnus Funemyr, Yoichiro Nomura / 編曲：Magnus Furemyr
  - 42ndシングル
7. No Limit
作詞：ATSUSHI / 作曲：BACHLOGIC, FAST LANE, TESUNG KIM & ANDREW CHOI
  - 43rdシングル
8. PERFORMER'S PRIDE (inst.)
作曲・プロデュース：T.Kura
  - 41stシングルスペシャル・エディションカップリング
9. NEW HORIZON
作詞：ATSUSHI / 作曲：Erik Lidbom / 編曲：POCHI
  - 44thシングル
10. Craving In My Soul
作詞：michico / 作曲：T.Kura, michico / 編曲：T.Kura
  - 44thシングルカップリング
11. 情熱の花
作詞：ATSUSHI / 作曲：沖仁
  - 45thシングル
12. DANCE INTO FANTASY
作詞：SAKURA / 作曲：T.Kura, SAKURA
  - テレビ朝日系『お願い!ランキング』2015年3月度エンディングテーマソング[5]
13. Believe in Yourself
作詞：SAKURA / 作曲：Arno Lucas, Jerome Dufour
14. 悲しみの果てに…
作詞：ATSUSHI / 作曲：FAST LANE, TESUNG KIM, ANDREW CHOI

### DVD/Blu-ray

#### DISC 1
※豪華盤、CD+DVD、CD+Blu-rayのみ
1. ALL NIGHT LONG (Video Clip)
2. BOW & ARROWS (Video Clip)
3. あの空の星のように… (Video Clip)
4. Bloom (Video Clip)
5. EXILE PRIDE 〜こんな世界を愛するため〜 (Video Clip)
6. Flower Song (Video Clip)
7. No Limit (Video Clip)
8. PERFORMER'S PRIDE (Video Clip)
9. NEW HORIZON (Video Clip)
10. Craving In My Soul (Video Clip)
11. 情熱の花 (Video Clip)
12. DANCE INTO FANTASY (Video Clip)
13. Believe in Yourself (Video Clip)
14. 悲しみの果てに… (Video Clip)

#### DISC 2
※豪華盤のみ
1. EXILE Document 2012-2014

### Remix Album「EXILE REMIX DISC」
※豪華盤のみ
1. ALL NIGHT LONG -Yves V Remix-
2. ALL NIGHT LONG -Lush & Simon Remix-
3. BOW & ARROWS -Sunnery James & Ryan Marciano Remix-
4. EXILE PRIDE 〜こんな世界を愛するため〜 -Nicky Romero Remix-
5. No Limit -Sick Individuals Remix-
6. Craving In My Soul -Stadiumx Remix-